# Leucorrhinia patricia
Leucorrhinia patricia – gatunek ważki z rodziny ważkowatych (Libellulidae). Występuje na terenie Ameryki Północnej.